# Der Lachs zu Danzig

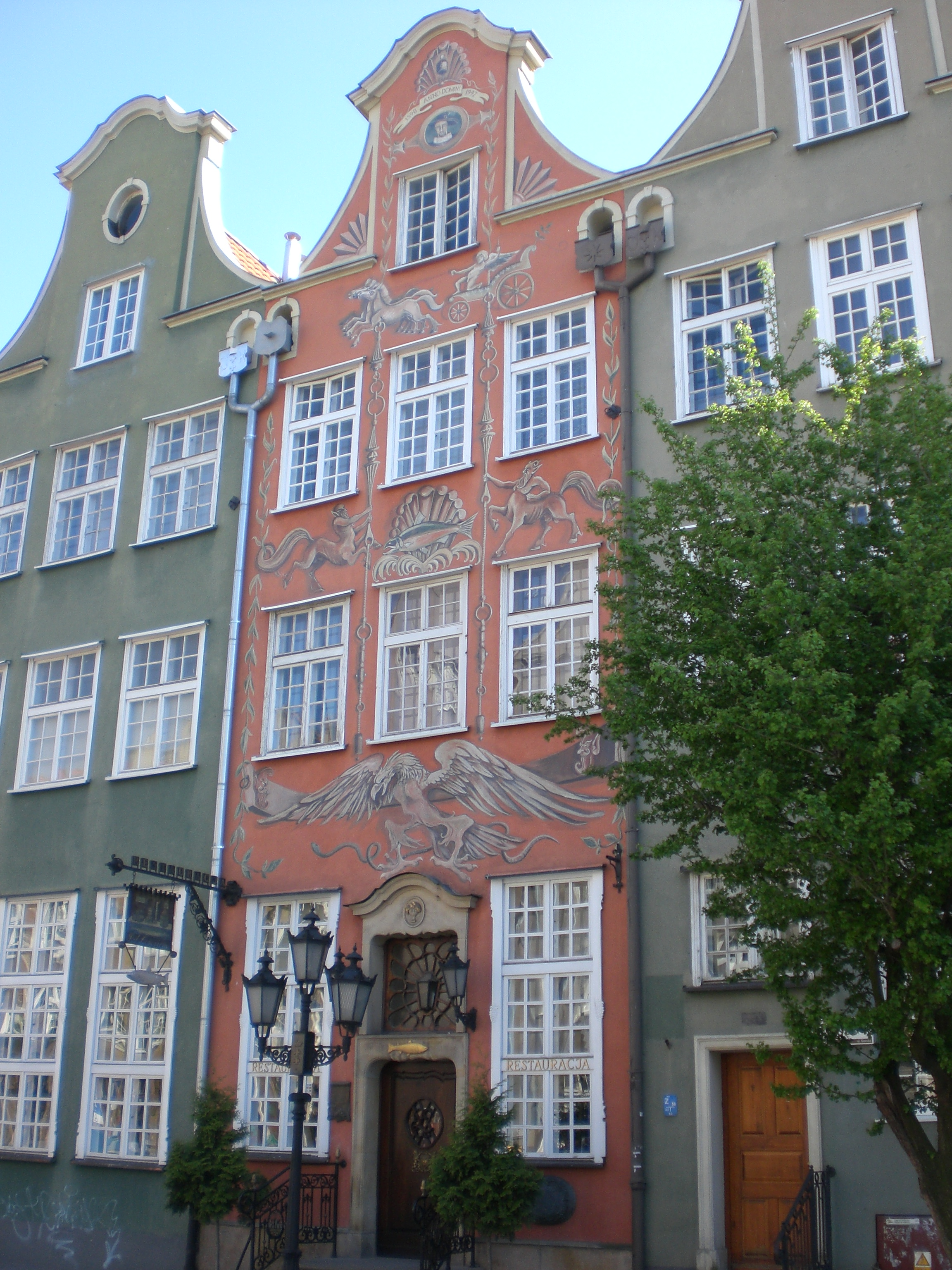
Das Haus „Zum Lachs“ (Pod Łososiem) in Danzig

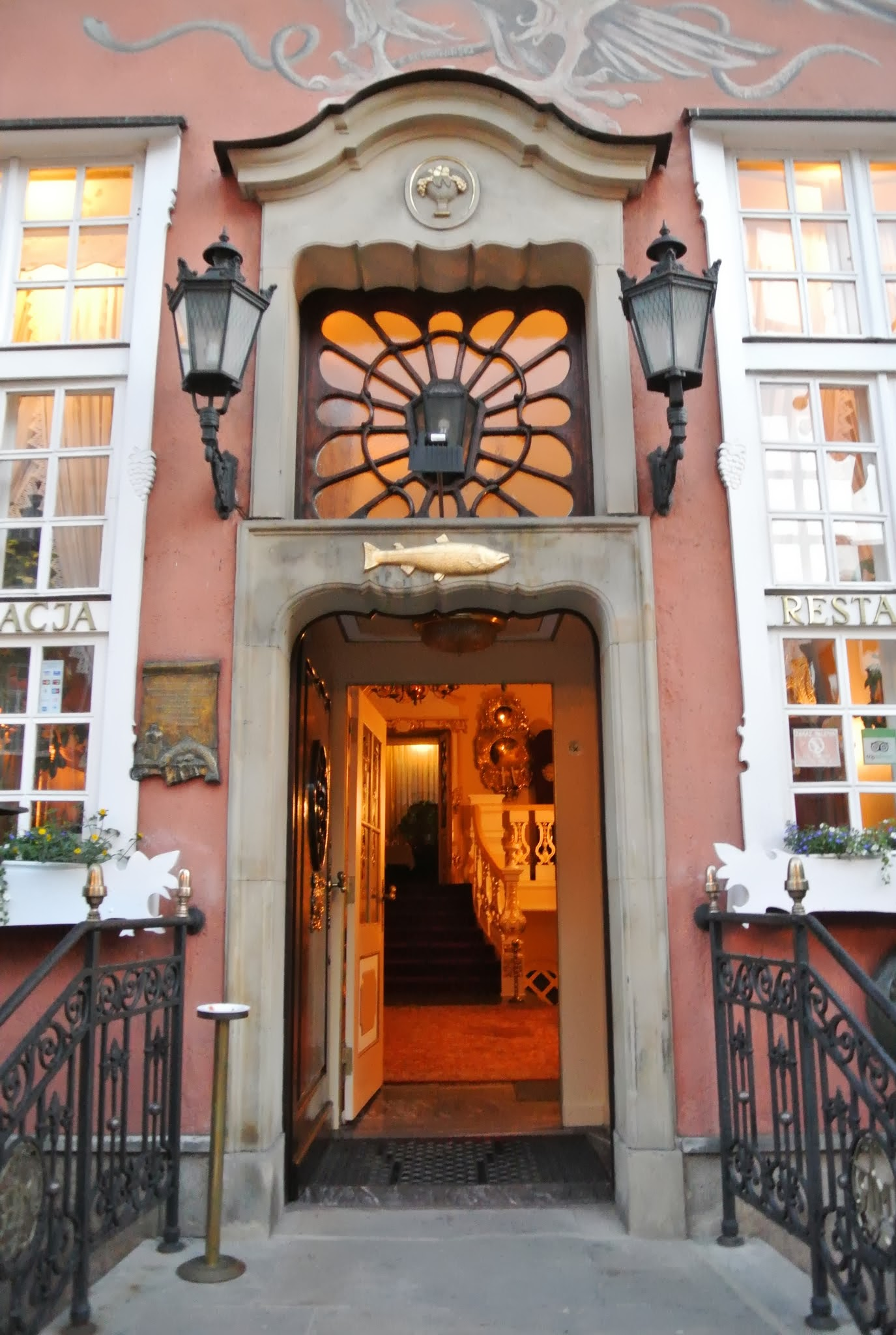
Eingangstür mit der Lachs-Hausmarke

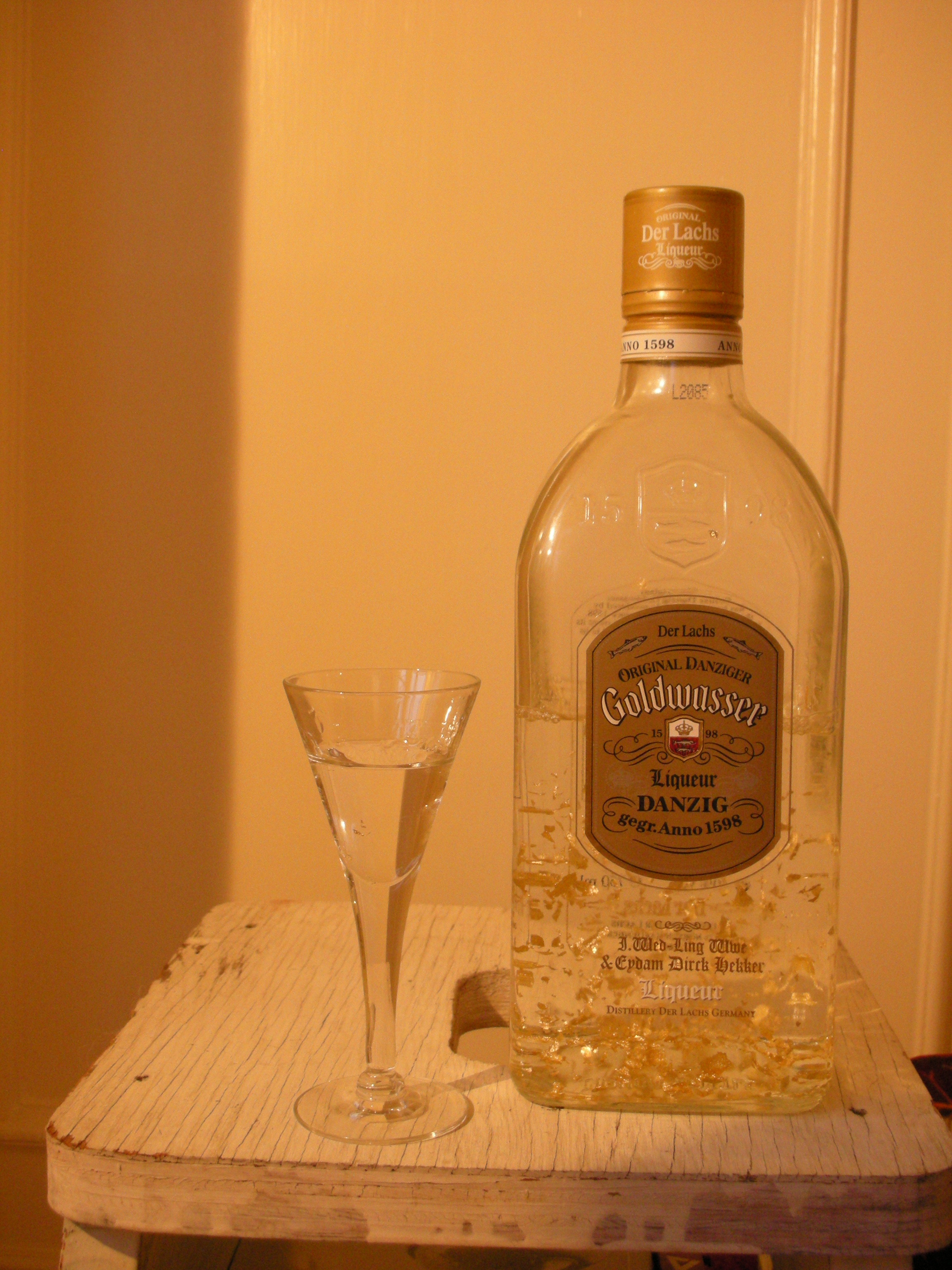
Danziger Goldwasser

Der Lachs zu Danzig war eine Spirituosenbrennerei und Likörfabrik in Danzig, die über Jahrhunderte international bekannte und legendäre, auch in der belletristischen Literatur vielfach erwähnte Liköre herstellte und vertrieb, darunter das Danziger Goldwasser.

## Geschichte
Gegründet wurde das Unternehmen vom mennonitischen Holländer Ambrosius Vermöllen aus De Lier (in der Provinz Holland), der am 6. Juli 1598 das Danziger Bürgerrecht erhalten hatte. Hier gründete er eine Likörfabrik, deren Geschäft auf von ihm mitgebrachten überlieferten Rezepturen aufbaute. Im Jahre 1704 wurde die Fabrik in die Danziger Breitgasse verlegt. Damals war es üblich, dass die Häuser statt mit Hausnummern durch Tierbilder als Hausmarken gekennzeichnet waren. Das Haus in der Breitgasse hatte an der Fassade seit alters her ein Schild mit einem Lachs, weshalb es „Lachshaus“ oder einfach „Der Lachs“ genannt wurde. Das Symbol wurde in die Sandsteinornamentik der barocken Fassade übernommen.
Eine Preisliste von 1791 enthält 97 unterschiedliche Liköre. Der Lachs belieferte europäische Herrscherhäuser wie den brandenburgischen Kurfürsten, französische, polnische und schwedischer Könige sowie die russische Kaiserin Katharina II. Die französische Besteuerung in der Zeit der Republik Danzig brachte einen Rückschlag für die wirtschaftliche Entwicklung des Unternehmens. Erst mit dem Ende der Koalitionskriege konnte sich der Umsatz stabilisieren, ohne dass die Firma an frühere Jahrzehnte anzuknüpfen vermochte.
Das Unternehmen wurde im 19. Jahrhundert von der Danziger Familie Henrichsdorff geführt und fiel dann an Maria Anna Henrichsdorff und ihren Mann Adalbert von der Marwitz auf Klein Nossin, danach an ihre sieben Kinder. Berühmteste Produkte der Fabrik waren der Kräuterlikör Danziger Goldwasser und der Wacholderlikör Krambambuli.
Das Unternehmen hatte bereits 1922 einen Zweigbetrieb in Berlin eröffnet, der den Westen Deutschlands und das Ausland belieferte. So konnten die Rezepte und der Unternehmensname (Firma) nach dem Zweiten Weltkrieg rechtmäßig in Deutschland weiterverwendet werden. 1971 wurde die Firma mehrheitlich von der Gräflich von Hardenberg’schen Kornbrennerei übernommen, während die heute 30 Marwitz-Nachfahren noch 20 % der Markenrechte halten. Heute ist die „Liqueurfabrik Der Lachs“ zusammen mit der „Gräflich von Hardenberg’schen Kornbrennerei“ und der „Wilthener Weinbrennerei“ eine von drei Hauptmarken der Destillerie Hardenberg-Wilthen in Nörten-Hardenberg. Das Danziger Goldwasser ist ein wichtiges Produkt des Unternehmens.
Das Haus in Danzig wurde nach dem Zweiten Weltkrieg wieder aufgebaut. Hier ist unter der Adresse „ulica Szeroka nr 52-54“ ein renommiertes Restaurant mit Namen „Pod Łososiem“ (deutsch: „Zum Lachs“) ansässig.

## Literarische Erwähnungen
In Gotthold Ephraim Lessings Minna von Barnhelm kommt ein Produkt des Hauses im 1. Akt, 2. Szene (Der Wirt mit Just) vor:
Just: …Das muß ich sagen: gut, sehr gut! — Selbst gemacht, Herr Wirt? —
Wirt: Behüte! veritabler Danziger! echter, doppelter Lachs!
…
Wirt: …Noch eins, Herr Just; aller guten Dinge sind drei!
Just: …Gut Ding, wahrlich gut Ding!….
Der Mönchengladbacher Zahnarzt Dr. Arthur Schneider (1893–1959) hat im Jahr 1953 nach einem feucht-fröhlichen Abend mit einem befreundeten Kaplan („in dankbarer Erinnerung an einen goldigen Abend“) folgenden Text verfasst:
Danziger Goldwasser
Wie goldig verbrämt rollst Du flüssiger Zunder
Sanft, seidig und wärmend die Kehlen hinunter!
Dort setzt sich Dein Sprit um in höheren Geist
Und zündet und flammt, daß es schimmert und gleist,
Einleuchtend, aus oberer Pforte,
Im Golde und Geiste vom Worte,
Das Brücken hilft flechten und binden,
Darauf Fakultäten sich finden.
So schufst du Synthese der Philosophie
Mit Fachmedizin und mit Theologie!
Neu fand Universitas darum
Et hominum et litterarum!
Es quollen die Äuglein, es schwoll der Ballong.
Kein Ohr lauschte mehr dem oft mahnenden Gong;
Man wollte doch nur zwei Minuten
Und dann sich zu Dringlich‘rem sputen.
Elepsydra vertickelt‘ Sekunden
Sie wuchsen an Zahl in die Stunden,
Bis schließlich ein Blick auf die Uhr
Not zeigte an zerrender Schnur
Und zwei gleich zwang rennenderweise
Zu fleuchen an rettende Gleise.
Und wenn sie sie auch bis zum Herzklopfen zwang.
Sie hatte Erfolg, denn der Anschluß gelang.
Und nicht war nur Gleis noch vorhanden,
Nein, Wagen auch, die drauf noch standen.
Die Nacht ist so schön, und der Schlaf ist so sanft,
Wenn Danziger Goldwasser langsam verdampft!